# Pro Velo (Belgique)
 (mars 2021).
Si vous disposez d'ouvrages ou d'articles de référence ou si vous connaissez des sites web de qualité traitant du thème abordé ici, merci de compléter l'article en donnant les références utiles à sa vérifiabilité et en les liant à la section « Notes et références ».
Pour les articles homonymes, voir Pro Velo.
Pro Velo est une association sans but lucratif (asbl) qui soutient la pratique du vélo en Belgique.

## Description
Pro Velo est née en 1992 de la volonté de plusieurs cyclistes de mettre en commun leurs compétences en vue de conseiller les autorités en matière d’aménagements cyclables et d’organiser des événements de promotion de l’usage du vélo. Depuis 1994, Pro Velo propose des tours guidés et des cours de vélo-école en Région bruxelloise et en Région wallonne. 
Les associations comme le GRACQ ou le Fietsersbond (nl) et le collectif « Place-o-vélo » ont pour vocation de rassembler les cyclistes au quotidien et de faire entendre leur voix. 
Pro Velo est un prestataire de services qui aide autorités, écoles et entreprises à promouvoir une nouvelle place pour le vélo et qui encourage chacun à utiliser davantage le vélo dans ses déplacements.

## Services
- Vélo-éducation
- Vélo-entreprise
- Vélotours guidés
- Location
- Études
- Gravure
- Vélo-Boutique

## Sept implantations
L’association Pro Velo est installée dans sept grandes villes du territoire : Bruxelles, Ottignies-Louvain-la-Neuve, Liège, Mons, Namur, Anvers et Gembloux. Elle s’est donné pour mission d’animer ces six lieux de promotion du déplacement à vélo et de contribuer, par son travail, au développement du déplacement à vélo en Région wallonne et bruxelloise.
Les implantations en Wallonie sont un projet pilote mis en place en vue d’insérer le déplacement à vélo dans le tissu associatif, économique et politique des grandes villes wallonnes.
Chaque implantation est à la fois une vitrine pour le vélo au cœur de la ville ainsi qu’un lieu d’accueil pour tous les citoyens qui veulent en savoir plus sur le déplacement à vélo et pour tous les cyclistes qui cherchent des ressources précises dans les matières cyclables.
Les implantations de Pro Velo sont également un lieu de rassemblement pour les associations qui opèrent dans le domaine du vélo et un centre de ressources pour les entreprises, les pouvoirs publics et les citoyens soucieux d’identifier des interlocuteurs pertinents en matière cyclable.
Organisatrices d’événements ponctuels et de balades à vélo régulières à destination de tous les publics, elles jouent un rôle d’animateur permanent de la vie locale et de laboratoire pour imaginer de nouvelles initiatives visant à promouvoir la mobilité douce en partenariat avec les associations et les pouvoirs publics dans les villes et, plus largement, dans les Régions où elles sont implantées.
Elles jouent donc le double rôle de plate-forme commune aux associations pour lancer leurs opérations (communiqués de presse, courriers d’information) et de lieu de travail pour les permanents des différentes associations (guides à vélo, formateurs en vélo-éducation, …).
Les activités des implantations s’articulent autour de plusieurs services : 
- l’éducation au vélo dans les écoles et les entreprises ;
- des études et conseils aux pouvoirs publics et entreprises pour toutes les matières qui touchent les cyclistes et le vélo (observatoire du vélo) ;
- la mise à disposition de vélos, l’organisation de tours guidés et l’intégration du vélo dans la vie touristique, en partenariat local avec des événements ponctuels ;
- la fédération d’associations actives dans le secteur (Pro Velo, GRACQ, Rando-Vélo) et la mise à disposition pour le grand public d’une information diversifiée et complète en matière de déplacement à vélo ;
- l’organisation de grands événements en matière de mobilité (Dring Dring, La Vélobrabançonne) pour permettre aux citoyens de reprendre contact avec le vélo dans des circonstances favorables et les amener à utiliser progressivement le vélo dans leurs déplacements.

### Historique
- 1992 : création de l'asbl Pro Velo
- 2000 : ouverture de l'implantation de Liège, située rue de Gueldre
- 1er avril 2010 : déménagement de l'implantation de Namur qui devient le premier point vélo wallon
- 22 février 2011 : déménagement de l'implantation de Liège au point vélo de la gare de Liège-Guillemins
- 2 mai 2011 : déménagement de l'implantation du Brabant wallon au point vélo de la gare d'Ottignies
- 13 juillet 2011 : déménagement de l'implantation du Hainaut au point vélo de la gare de Mons
- avril 2024 : déménagement de l'implantation du Brabant wallon du point vélo de la gare d'Ottignies vers la place Galilée à Louvain-la-Neuve (ancienne médiathèque)[1]